# Yunaska
Yunaska (en aleutià Yunaxsxa) és la més gran de les illes que formen el grup de les illes Four Mountains, un subgrup de les illes Aleutianes, a l'estat d'Alaska, Estats Units, que es troben entre les illes Fox i les illes Andreanof. La seva superfície és de 173,1 km² i no disposa de població permanent segons el cens del 2000.
L'illa fa 23 quilòmetres de llarg per 5,5 d'ample i compta amb dos volcans que es troben separats per una vall. El volcà occidental és un estratovolcà que s'alça fins als 950 metres i del qual no es té constància que hagi estat actiu en temps històric. Per la seva banda, el volcà oriental és un gran volcà en escut de 500 metres d'altitud amb dues calderes superposades, la darrera erupció de les quals es va produir el 1937.